# Phyllachora brenesii
Phyllachora brenesii är en svampart som beskrevs av Syd. 1929. Phyllachora brenesii ingår i släktet Phyllachora och familjen Phyllachoraceae.   Inga underarter finns listade i Catalogue of Life.